# Jean Reboul

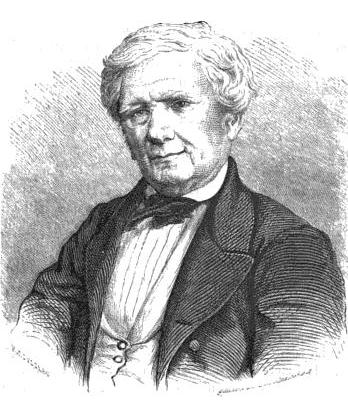
Jean Reboul

Jean Reboul (* 23. Januar 1796 in Nîmes; † 28. Mai 1864 ebenda) war ein französischer Dichter und Politiker.

## Leben
Jean Reboul war der Sohn eines Schlossers und erlernte das Bäckerhandwerk. Nach dem Erhalt der Nachricht von Napoleons Rückkehr von Elba (März 1815) trat er ins Heer der königlichen Freiwilligen ein. Später widmete er sich in seinen Mußestunden der lyrischen Poesie und veröffentlichte 1828 das anmutige elegische Gedicht L’ange et l’enfant. Durch dieses Werk zog er die Aufmerksamkeit von  Alphonse de Lamartine auf sich, der ihm durch sein Gedicht Le génie dans l’obscurité zum Ruhm verhalf.
Rebouls erste und beste Gedichtsammlung Poésies mit einer Vorrede von Alexandre Dumas und einem Brief von Lamartine erschien 1836 und erlebte fünf Auflagen. Diese Sammlung enthält neben L’ange et l’enfant noch mehrere schöne Stücke wie L’aumône au Christ, La lampe, Un soir d’hiver u. a., in dem sanft elegischen Ton, den Lamartine in den Meditationen angeschlagen hatte. Auch in seinen anderen Gedichten tritt dieselbe katholisierende sentimentale Richtung hervor.
1839 kam Reboul nach Paris und veröffentlichte das biblische Gedicht Le dernier jour (1840). Dann verfasste er drei Tragödien, von denen eine, Le martyre de Vivia, 1850 im Odéon zu Paris aufgeführt wurde. Er gab auch Poésies nouvelles (Paris 1846) und Les traditionelles (1857) heraus.
Nach der Februarrevolution 1848 wurde Reboul im April 1848 vom Département Gard in die Konstituierende Versammlung gewählt, wo er mit den Legitimisten stimmte. Er starb am 28. Mai 1864 im Alter von 68 Jahren in Nîmes. Nach seinem Tod erschienen seine Dernières poèsies (Paris 1865).